# Euconocephalus erythropus
Euconocephalus erythropus är en insektsart som först beskrevs av Heinrich Hugo Karny 1907.  Euconocephalus erythropus ingår i släktet Euconocephalus och familjen vårtbitare. Inga underarter finns listade i Catalogue of Life.